# Aphyllorchis simplex
Aphyllorchis simplex är en orkidéart som beskrevs av Tang och Fa Tsuan Wang. Aphyllorchis simplex ingår i släktet Aphyllorchis och familjen orkidéer. Inga underarter finns listade i Catalogue of Life.